# Horizont (Jugendzeitschrift)
Der Horizont war eine von 1945 bis 1948 in Berlin erschienene „Halbmonatsschrift“ für junge Menschen, gegründet von Eduard Grosse jr., veröffentlicht unter Lizenz B 205 der Nachrichtenkontrolle der amerikanischen Militärregierung, erteilt an Eduard Grosse sen. und Günther Birkenfeld, von diesem geleitet.

Titelblatt mit Zeichnung von Franz Marc

## Absicht und Inhalt
Im ersten Editorial erläutert Günther Birkenfeld unter der Überschrift Was wir wollen die Grundsätze der Zeitschrift, die die „heranreifenden jungen Menschen beiderlei Geschlechts ... anregen und bereichern, sie unterhalten und ergötzen, sie beraten und ermutigen soll“.
Neben der Information und Unterhaltung wurden immer wieder kritische Texte publiziert, z. B. Berliner Jugend an den Kontrollrat, Offener Brief an Johannes R. Becher, Offener Brief an den Aufbau Verlag, Probleme des Sozialismus, Dachau gestern und heute oder Augenzeugenbericht über Erich Mühsams Tod (im KZ Oranienburg). Auch von den Nürnberger Prozessen wurde berichtet, beispielsweise über Baldur von Schirach.

## Mitarbeiter
Die Beiträge lieferten neben vielen heute Unbekannten u. a. Karla Höcker, Nino Erné, Klaus Budzinski, Carl Diem, Carl Linfert, Oda Schaefer, Rainer Höynck, Friedrich Luft, Wolfgang Borchert, Albert Schweitzer, Rudolf Hagelstange, Wolfdietrich Schnurre, Wolfgang Goetz, Elisabeth Langgässer, Hans Schomburgk, Katharina Heinroth, Thomas Harlan-Körber, Hilde Körber und Illustratoren und Maler wie Hans Kossatz, Mia Lederer, Herbert Sandberg oder Paul Strecker.
Die engagierte Zeitschrift musste in der Zeit der Berlin-Blockade 1948 wegen der Papierverknappung ihr Erscheinen einstellen.

## Wiedererscheinen
Zehn Jahre später, 1958, erschien wieder eine Zeitschrift horizont, diesmal mit dem Untertitel „Evangelische Zeitschrift junger Menschen“. Sie erschien monatlich 36-seitig im Burckhardthaus-Verlag, Gelnhausen und Berlin-Dahlem. Sie wurde herausgegeben von Gertrud Friedrich und Peter Krusche. Die Schriftleitung hatte William Graffam. Das Erscheinen der Zeitschrift wurde 1967 eingestellt. In einem Werbeprospekt heißt es:
„horizont bringt Ihnen Beiträge zu Lebens- und Glaubensfragen; das Wichtigste aus dem Zeitgeschehen im politischen und kirchlichen Leben; Aktuelles und Besinnliches über das heutige Theater, über Film, Bücher, Sport und Mode; Gespräche mit jungen Menschen anderer Länder und Kontinente; das Beste aus der alten und neuen Kunst, aus Dichtung und Musik; und viel Unterhaltendes.“